# Municipio de Crawford (condado de Osage)
El municipio de Crawford (en inglés: Crawford Township) es un municipio ubicado en el condado de Osage en el estado estadounidense de Misuri. En el año 2010 tenía una población de 4445 habitantes y una densidad poblacional de 14,22 personas por km².

## Geografía
El municipio de Crawford se encuentra ubicado en las coordenadas 38°28′34″N 91°46′00″O / 38.47611, -91.76667. Según la Oficina del Censo de los Estados Unidos, el municipio tiene una superficie total de 312.63 km², de la cual 310.8 km² corresponden a tierra firme y (0.59%) 1.83 km² es agua.

## Demografía
Según el censo de 2010, había 4445 personas residiendo en el municipio de Crawford. La densidad de población era de 14,22 hab./km². De los 4445 habitantes, el municipio de Crawford estaba compuesto por el 98.18% blancos, el 0.43% eran afroamericanos, el 0.47% eran amerindios, el 0.16% eran asiáticos, el 0.11% eran isleños del Pacífico, el 0.11% eran de otras razas y el 0.54% pertenecían a dos o más razas. Del total de la población el 0.76% eran hispanos o latinos de cualquier raza.